# Patrick Ness
Patrick Ness (Fort Belvoir, 17 de outubro de 1971) é um escritor, jornalista e conferencista britânico-americano. Patrick nasceu e cresceu nos Estados Unidos, mas mudou-se para Londres aos 28 anos e tem dupla nacionalidade. O autor é conhecido principalmente pela trilogia Chaos Walking e A Monster Calls.
Patrick venceu a Medalha Carnegie em 2011 e em 2012 pelos romances Monsters of Men e A Monster Calls respectivamente. Patrick está entre os sete escritores que conquistaram duas Medalhas Carnegie e foi apenas o segundo a conquistar o prémio em anos seguidos.

## Vida e carreira
Patrick Ness nasceu perto de Fort Belvoir, uma base militar, perto de Alexandria, Virginia, EUA, onde o seu pai era tenente do Exército dos EUA. Eles mudaram-se para o Havaí, onde ele viveu até os seis anos. De seguida, mudou-se para o Estado de Washington, onde permaneceu dez anos antes de se mudar para Los Angeles. Patrick estudou Literatura Inglesa na Universidade do Sul da Califórnia.
Depois de se formar, Patrick trabalhou como escritor numa empresa de tv por cabo. Ele publicou sua primeira história na revista Genre em 1997 e estava a trabalhar no seu primeiro romance, quando se mudou para Londres em 1999.
Patrick conseguiu a cidadania britânica em 2005 e, no ano seguinte, entrou numa união de facto com o seu companheiro menos de dois meses de a lei que permitia a união de casais homossexuais no Reino Unido ter sido implementada. Em agosto de 2013, Ness e o seu parceiro casaram-se depois de o casamento entre homossexuais ter sido legalizado na Califórnia.
Patrick ensinou escrita criativa na Universidade de Oxford e foi jornalista e revisor nos jornais The Daily Telegraph, The Times Literary Supplement, Sunday Telegraph e The Guardian. Ele é membro do Royal Literary Fund e foi o primeiro Escritor Residente da Booktrust.
A editora Walker Books publicou os seus quatro livros juvenis, um por ano entre 2008 e 2011.
O seu primeiro romance juvenil publicado foi The Knife of Never Letting Go, que venceu o Guardian Children's Fiction Prize. The Ask and the Answer e Monsters of Men são sequelas do seu primeiro romance e formam a trilogia "Chaos Walking". Patrick escreveu três contos inseridos no universo da trilogia "Chaos Walking": as prequelas "The New World", "The Wide, Wide Sea" e "Snowscape".
A Monster Calls (2011) surgiu a partir da ideia original de Siobhan Dowd, uma escritora que também trabalhava com a mesma editora de Patrick, Denise Johnstone-Burt. Antes da sua morte, em agosto de 2007, Siobhan e Denise falaram sobre a história e assinaram um contrato para que Siobhan escrevesse a história. Após a morte da escritora, a Walker Books pediu separadamente a Patrick Ness para escrever a história e a Jim Kay para a ilustrar. Patrick venceu a Medalha Carnegie e Jim venceu a Medalha Kate Greenway pelo seu trabalho, a primeira vez que os dois prémios foram atribuídos ao mesmo livro .
O seu livro seguinte, More Than This, foi lançado em 5 de setembro de 2013. O livro foi nomeado para a Medalha Carnegie em 2015.
Em agosto de 2015, foi lançado o seu quarto romance juvenil individual intitulado The Rest of Us Just Live Here. 

### Juvenil
| Ano  | Título Original               | Título no Brasil                  | Título em Portugal                |
| ---- | ----------------------------- | --------------------------------- | --------------------------------- |
| 2011 | A Monster Calls               | Sete Minutos Depois da Meia-Noite | Sete Minutos Depois da Meia-Noite |
| 2013 | More Than This                | Mais do que Isso                  | (sem informação)                  |
| 2015 | The Rest of Us Just Live Here | (não lançado)                     | (sem informação)                  |
| 2017 | Release                       | (não lançado)                     | (sem informação)                  |
| 2021 | Burn                          | (sem previsão de lançamento)      | (sem informação)                  |

#### Trilogia Chaos Walking (Trilogia Mundo em Caos)
| Ano  | Título Original               | Título no Brasil | Título em Portugal |
| ---- | ----------------------------- | ---------------- | ------------------ |
| 2008 | The Knife of Never Letting Go | O Motivo         | A Faca Que Nos Une |
| 2009 | The Ask and the Answer        | A Missão         |                    |
| 2010 | Monsters of Men               | A Guerra         |                    |

##### Trabalhos relacionados
- "The New World" (conto) (2009)
- "The Wide, Wide Sea" (conto) (2013)
- "Snowscape" (conto) (2013)

### Adultos
- The Crash of Hennington (2003)
- The Crane Wife (2013)

### Contos
- Doctor Who: Tip of the Tongue (2013)
- "This Whole Demoning Thing", Monstrous Affections, ed. Kelly Link e Gavin J. Grant (2014)

#### Coleções
- Topics About Which I Know Nothing (2005)

## Filmografia
| Ano  | Título          | Creditado como | Creditado como     | Notas                                                              | Ref.  |
| Ano  | Título          | Escritor       | Produtor Executivo | Notas                                                              | Ref.  |
| ---- | --------------- | -------------- | ------------------ | ------------------------------------------------------------------ | ----- |
| 2016 | A Monster Calls | Sim            | Sim                | Baseado no seu romance A Monster Calls                             | [ 8 ] |
| 2016 | Class           | Sim            | Sim                | Spin-off da série Doctor Who. Criador; argumentista (8 episódios). |       |